# 中華人民共和国全国運動会における囲碁競技
中華人民共和国全国運動会における囲碁競技（ちゅうかじんみんきょうわこくぜんこくうんどうかいにおけるいごきょうぎ、中华人民共和国运动会围棋比赛）
中華人民共和国全国運動会では、2017年の第13回（天津）から、囲碁は非正式種目として、プロ男女個人戦、アマチュアの男女個人戦と団体戦などが実施されている。

## 第13回（2017年）
2017年7月3-9日に天津市で開催。

### 入賞者
| 項目               | 1位                    | 2位                    | 3位                  |
| ------------------ | ---------------------- | ---------------------- | -------------------- |
| プロ男子個人       | 柯潔(雲南)             | 陳耀燁(北京)           | 楊鼎新(重慶)         |
| プロ女子個人       | 芮廼偉(上海)           | 於之瑩(江蘇)           | 曹又尹(北京)         |
| アマチュア男子個人 | 劉雲程(江蘇)           | 唐崇哲(広西)           | 趙炎(遼寧)           |
| アマチュア女子個人 | 方若曦(貴州)           | 王梓莘(江西)           | 張夢瑤(北京)         |
| アマチュア団体     | 江蘇（劉雲程、呉依銘） | 河北（陳一純、李雪萌） | 上海（胡煜清、陳思） |

### プロ男子個人戦
2017年7月8日まで、16名が各7局のリーグ戦を行った。
- 1位 柯潔（雲南）7-0
- 2位 陳耀燁(北京) 5-2
- 3位 楊鼎新（重慶）5-2
- 4位 唐韋星（江蘇）4-3
- 5位 陶欣然（陝西）4-3
- 6位 謝爾豪（遼寧）4-3
- 7位 李喆（湖北）4-3
- 8位 辜梓豪（江西）4-3
- 9位 檀嘯（重慶）3-4
- 10位 范胤（廈門）3-4
- 11位 范蘊若（上海）3-4
- 12位 柁嘉熹（黒龍江）3-4
- 13位 范廷鈺（山東）2-5
- 14位 許嘉陽（貴州）2-5
- 15位 韓一洲（北京）2-5
- 16位 喬然（天津）1-6

### プロ女子個人戦
2017年7月8日まで、16名が各7局のリーグ戦を行った。
- 1位 芮廼偉（上海）6-1
- 2位 於之瑩（江蘇）6-1
- 3位 曹又尹（北京）5-2
- 4位 陳一鳴（広東）4-3
- 5位 潘陽（浙江）4-3
- 6位 李赫（貴州）4-3
- 7位 魯佳（湖北）4-3
- 8位 蔡碧涵（広東）4-3
- 9位 宋容慧（浙江）3-4
- 10位 汪雨博（浙江）3-4
- 11位 賈罡璐（河北）3-4
- 12位 陸敏全（廈門）3-4
- 13位 張佩佩（北京）2-5
- 14位 唐奕（上海）2-5
- 15位 袁亭昱（江西）2-5
- 16位 鄭鴻逸（天津）1-6

### アマチュア男子個人戦
2017年7月5日まで、出場選手によるトーナメント戦で1-8位の順位を決定した。
- 1位 劉雲程（江蘇）
- 2位 唐崇哲（広西）
- 3位 趙炎（遼寧）
- 4位 駱焯凡（福建）
- 5位 胡煜清（上海）
- 6位 于蘇豪（重慶）
- 7位 張泰毓（甘粛）
- 8位 王天一（陝西）

### アマチュア女子個人戦
2017年7月5日まで、出場選手によるトーナメント戦で1-8位の順位を決定した。
- 1位 方若曦（貴州）
- 2位 王梓莘（江西）
- 3位 張夢瑤（北京）
- 4位 李雪萌（河北）
- 5位 呉依銘（江蘇）
- 6位 杜雪（四川）
- 7位 黎念念（広西）
- 8位 金曦潼（遼寧）

### アマチュア団体戦
2017年7月6-8日に、31チームが各9局のリーグ戦を行った。
- 1位 江蘇（勝点16）
- 2位 河北（勝点15）
- 3位 上海（勝点13）
- 4位 貴州（勝点11）
- 5位 湖北（勝点11）
- 6位 広西（勝点11）
- 7位 吉林（勝点11）
- 8位 安徽（勝点10）
- 9位 北京（勝点10）
- 10位 寧夏（勝点10）
- 11位 河南（勝点10）
- 12位 浙江（勝点9）
- 13位 甘粛（勝点9）
- 14位 遼寧（勝点9）
- 15位 山西（勝点9）
- 16位 四川（勝点9）
- 17位 山東（勝点9）
- 18位 天津（勝点9）
- 19位 広東（勝点9）
- 20位 内蒙古（勝点9）
- 21位 湖南（勝点9）
- 22位 重慶（勝点9）
- 23位 陝西（勝点9）
- 24位 江西（勝点8）
- 25位 福建（勝点8）
- 26位 海南（勝点8）
- 27位 新疆（勝点8）
- 28位 黒龍江（勝点7）
- 29位 雲南（勝点7）
- 30位 青海（勝点4）
- 31位 西藏（勝点2）

## 第14回（2021年）
2021年9月20-26日に合肥市で開催。
| 種目                 | 1位                          | 2位                            | 3位                            |
| -------------------- | ---------------------------- | ------------------------------ | ------------------------------ |
| 男子個人オープン     | 陶欣然                       | 江維傑                         | 連笑                           |
| 女子個人オープン     | 汪雨博                       | 陳一鳴                         | 唐奕                           |
| 混合ペア碁オープン   | 胡耀宇・芮廼偉(上海)         | 彭立尭・唐奕(江西)             | 羋昱廷・王晨星(江蘇)           |
| 男子個人アマチュア   | 王琛                         | 白宝祥                         | 馬天放                         |
| 女子個人アマチュア   | 黎念念                       | 艾欣楠                         | 胡盼盼                         |
| 混合ペア碁アマチュア | 馮毅・苗小渓(山東)           | 胡煜清・鄧伊倫(上海)           | 梁程・張琪奕(江蘇)             |
| 男子個人公安民警     | 李爽                         | 高峰                           | 楊郁杏                         |
| 女子個人公安民警     | 胡銘閩                       | 肖元                           | 熊顔熠子                       |
| 男子団体アマチュア   | 広東省（李子祺、蔡晶、佟雲） | 山東省（王本東、馮毅、丁海峰） | 上海（唐崇哲、胡煜清、胡子真） |
| 女子団体アマチュア   | 江蘇省（艾欣楠、金添）       | 上海（鄧伊倫、胡燕華）         | 浙江省                         |

## 注
1. ↑  新浪囲棋「全运会围棋专业男子组柯洁夺冠 陈耀烨亚军」
2. ↑  新浪囲棋「全运会围棋专业女子组 芮乃伟夺冠於之莹亚军」
3. ↑  新浪囲棋「全运围棋诞生两金 业余男子江苏夺冠女子贵州」
4. 1 2  新浪囲棋「全运会围棋业余团体赛江苏称霸 河北亚军上海第三」
5. ↑  新浪体育「十四运围棋决赛开幕」2021.9.21
6. ↑  新浪体育「全运会陶欣然汪雨博夺冠」2021.9.23
7. ↑  新浪体育「全运围棋赛事落幕」2021.9.27